# Cenon-sur-Vienne
Pour les articles homonymes, voir Cenon (homonymie).
Cenon-sur-Vienne est une commune du Centre-Ouest de la France, située dans la banlieue sud de Châtellerault, dans le département de la Vienne  en région Nouvelle-Aquitaine.
Ses habitants sont appelés les Cenonais.

## Géographie

### Localisation
La commune de Cenon-sur-Vienne est située au confluent de la Vienne et du Clain.
Au nord du territoire de la commune, le bourg et ses activités se développe entre les deux rivières, au plus proche du confluent (situé au bout du parc de Forclan), alors qu'au sud prennent place divers hameaux et lieux-dits éparpillés entre les terres agricoles et les reliefs peu prononcés de la vallée de la Vienne.
Sur la rive droite de la Vienne se trouve le quartier des Sources, siège d'un important ensemble pavillonnaire et d'équipements sportifs (terrain de foot, gymnase et courts de tennis).
Le Clain est franchi par le pont de Molé et la Vienne par l'ancien pont du tramway.

### Communes limitrophes
|         | Châtellerault       |                           |
| Naintré | Cenon-sur-Vienne    | Availles-en-Châtellerault |
|         | Vouneuil-sur-Vienne |                           |

### Géologie et relief
La région de Cenon-sur-Vienne présente un paysage de plaines vallonnées plus ou moins boisées et de vallées. Le terroir se compose :
- pour 81 % de calcaire dans les vallées et les terrasses alluviales ;
- pour 6 % de calcaire sablonneux sur les collines et dans les dépressions sableuses des bordures du Bassin parisien ;
- pour 4 % de champagne ou aubues (ce sont des sols gris clair, argilo-limoneux, sur craie et donc calcaires) sur les autres collines ;
- pour 9 % par l'agglomération.

En 2006, 76 % de la superficie de la commune était occupée par l'agriculture, 7,5 % par des forêts et des milieux semi-naturels, 5,6 % pour les surfaces en eau et 11,1 % par des zones construites et aménagées par l'homme (voirie). La présence de milieux naturels et semi-naturels riches et diversifiés, même résiduelle, sur le territoire communal permet d'offrir des conditions favorables à l'accueil de nombreuses espèces pour l'accomplissement de leur cycle vital (reproduction, alimentation, déplacement, refuge). Forêts, landes, prairies et pelouses, cours d’eau et zones humides… constituent ainsi des cœurs de biodiversité et/ou de véritables corridors biologiques.
Il y a une carrière recensée sur le territoire de la commune.

### Hydrographie
La commune est traversée par 3,5 km de cours d'eau dont les principaux sont la Vienne sur une longueur de 3,3 km et la Clain sur une longueur de 0,2 km.

### Climat
Pour des articles plus généraux, voir Climat de la Nouvelle-Aquitaine et Climat de la Vienne.
Historiquement, la commune est exposée à un climat océanique du nord-ouest.  
En 2020, Météo-France publie une typologie des climats de la France métropolitaine dans laquelle la commune est exposée à un climat océanique altéré et est dans la région climatique  Poitou-Charentes, caractérisée par un bon ensoleillement, particulièrement en été et des vents modérés.
Pour la période 1971-2000, la température annuelle moyenne est de 11,7 °C, avec une amplitude thermique annuelle de 14,8 °C. Le cumul annuel moyen de précipitations est de 682 mm, avec 11 jours de précipitations en janvier et 6,6 jours en juillet. Pour la période 1991-2020, la température moyenne annuelle observée sur la station météorologique la plus proche, située sur la commune de Lésigny à 19 km à vol d'oiseau, est de 12,1 °C et le cumul annuel moyen de précipitations est de 743,3 mm,. Pour l'avenir, les paramètres climatiques de la commune estimés pour 2050 selon différents scénarios d'émission de gaz à effet de serre sont consultables sur un site dédié publié par Météo-France en novembre 2022.

## Urbanisme

### Typologie
Au 1er janvier 2024, Cenon-sur-Vienne est catégorisée bourg rural, selon la nouvelle grille communale de densité à sept niveaux définie par l'Insee en 2022.
Elle appartient à l'unité urbaine de Châtellerault, une agglomération intra-départementale regroupant quatre  communes, dont elle est une commune de la banlieue,,. Par ailleurs la commune fait partie de l'aire d'attraction de Châtellerault, dont elle est une commune de la couronne,. Cette aire, qui regroupe 44 communes, est catégorisée dans les aires de 50 000 à moins de 200 000 habitants,.

### Occupation des sols
L'occupation des sols de la commune, telle qu'elle ressort de la base de données européenne d’occupation biophysique des sols Corine Land Cover (CLC), est marquée par l'importance des territoires agricoles (69,1 % en 2018), en diminution par rapport à 1990 (76,6 %). La répartition détaillée en 2018 est la suivante : 
terres arables (46,1 %), zones agricoles hétérogènes (19,2 %), zones urbanisées (17,8 %), forêts (7,6 %), eaux continentales (5,6 %), prairies (3,7 %). L'évolution de l’occupation des sols de la commune et de ses infrastructures peut être observée sur les différentes représentations cartographiques du territoire : la carte de Cassini (XVIIIe siècle), la carte d'état-major (1820-1866) et les cartes ou photos aériennes de l'IGN pour la période actuelle (1950 à aujourd'hui).

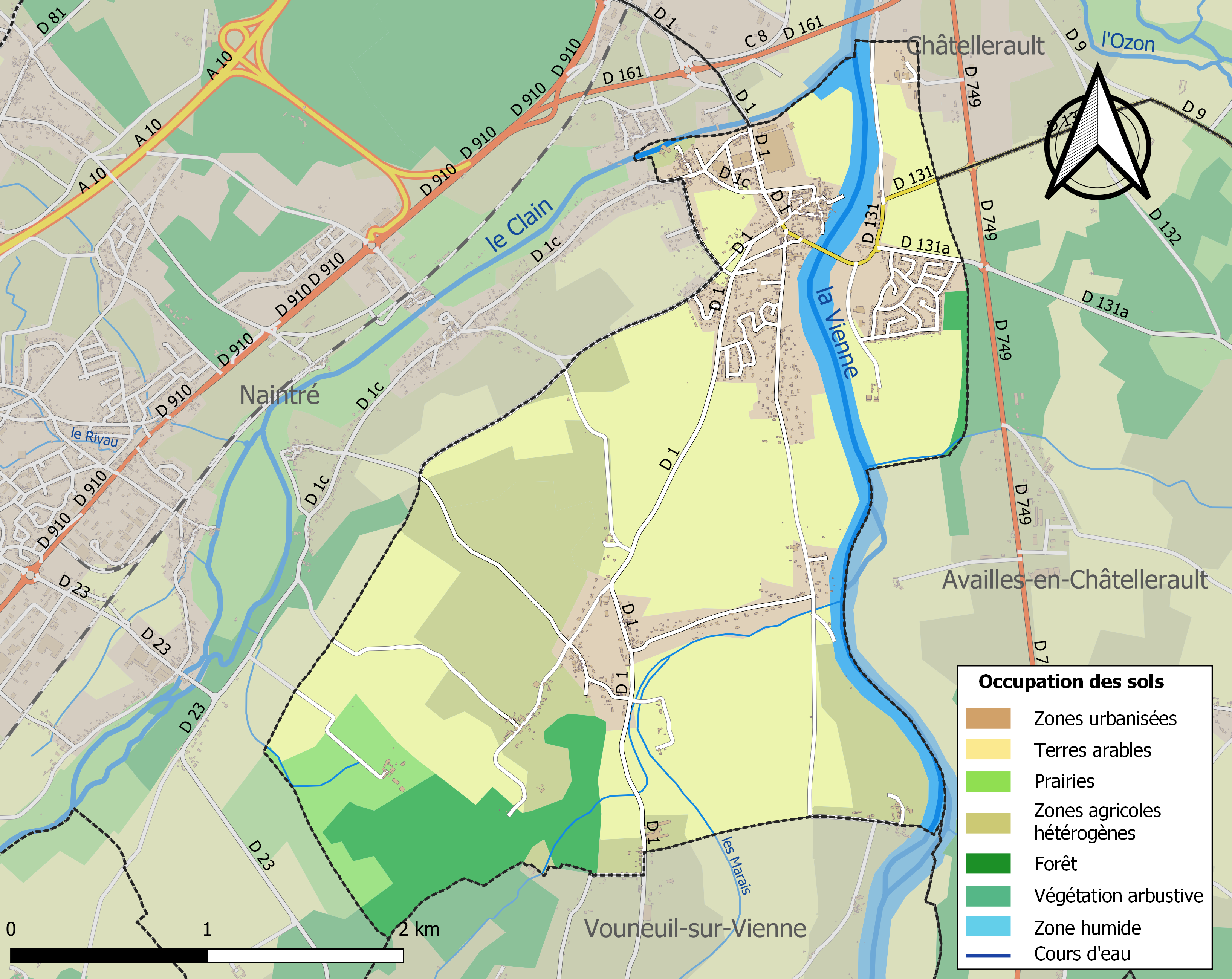
Carte des infrastructures et de l'occupation des sols de la commune en 2018 (CLC).

### Risques majeurs
Le territoire de la commune de Cenon-sur-Vienne est vulnérable à différents aléas naturels : météorologiques (tempête, orage, neige, grand froid, canicule ou sécheresse), inondations, mouvements de terrains et séisme (sismicité modérée). Il est également exposé à deux risques technologiques,  le transport de matières dangereuses et la rupture d'un barrage. Un site publié par le BRGM permet d'évaluer simplement et rapidement les risques d'un bien localisé soit par son adresse soit par le numéro de sa parcelle.

#### Risques naturels
La commune fait partie du territoire à risques importants d'inondation (TRI) de Châtellerault, regroupant 17 communes concernées par un risque de débordement de la Vienne et du Clain. Les événements antérieurs à 2014 les plus significatifs pour la Vienne sont les crues de février 1698 (1 670 m3/s à Châtellerault), de juillet 1792 (1 520 m3/s), de mars 1913 (1 500 m3/s), de décembre 1944 (1 510 m3/s) et de janvier 1962 (1 500 m3/s). Les crues historiques du Clain sont celles de 1873 (330 m3/s à Poitiers) et de décembre 1982 (330 m3/s). Des cartes des surfaces inondables ont été établies pour trois scénarios : fréquent (crue de temps de retour de 10 ans à 30 ans), moyen (temps de retour de 100 ans à 300 ans) et extrême (temps de retour de l'ordre de 1 000 ans, qui met en défaut tout système de protection),. La commune a été reconnue en état de catastrophe naturelle au titre des dommages causés par les inondations et coulées de boue survenues en 1982, 1993, 1995, 1999 et 2010,. Le risque inondation est pris en compte dans l'aménagement du territoire de la commune par le biais du plan de prévention des risques inondation (PPRI) de la « vallée de la Vienne "médiane" - Section Chauvigny/Cenon-sur-Vienne », approuvé le 8 février 2007 puis par le PPRI « Vienne Communauté d’Agglomération de Grand Châtellerault (CAGC) », prescrit le 28 janvier 2021, pour ce qui concerne les débordements de la Vienne, et par le PPRI « Clain aval section Vouneuil-sur-Vienne / Châtellerault », prescrit le 19 juillet 2018, pour les crues du Clain.

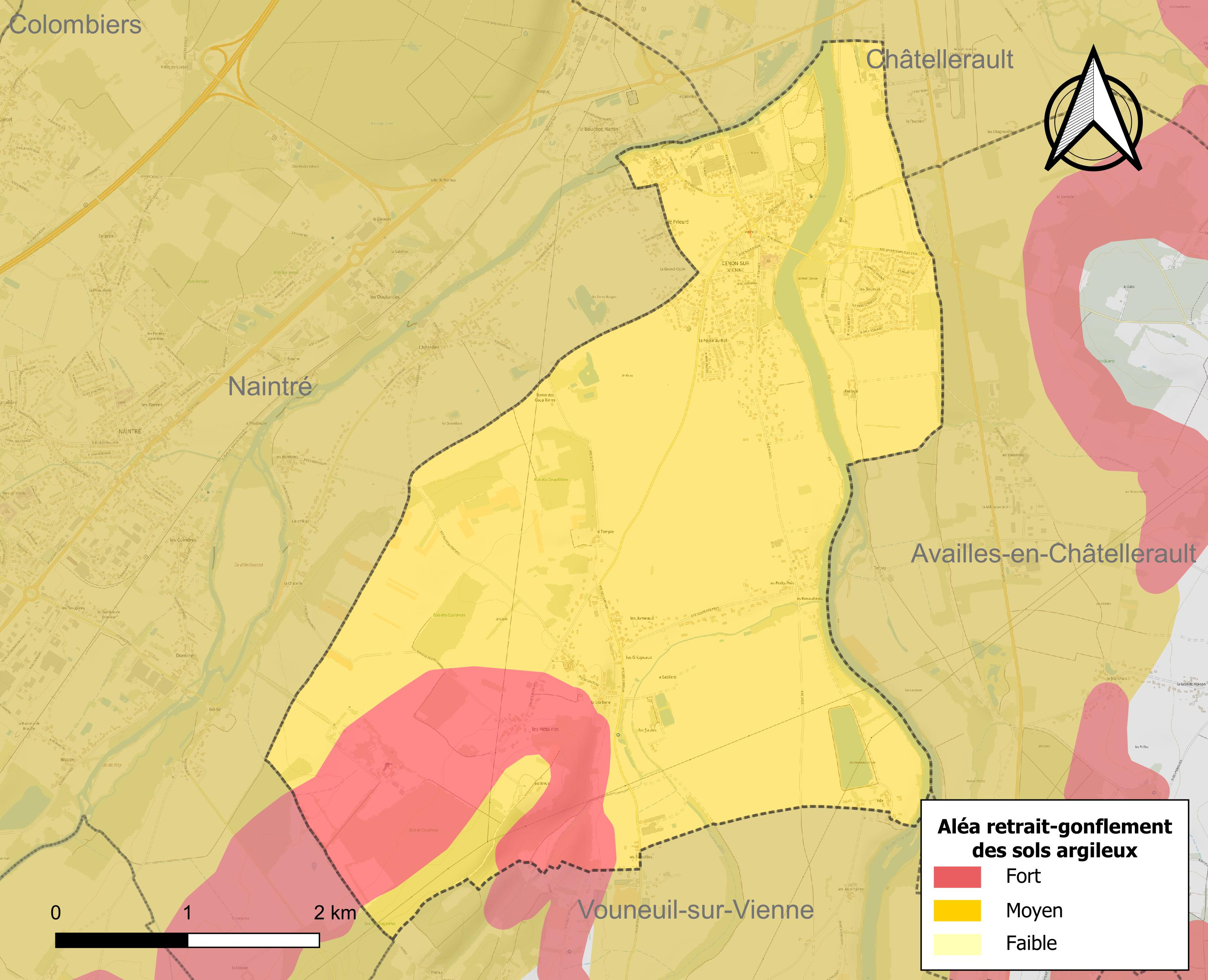
Carte des zones d'aléa retrait-gonflement des sols argileux de Cenon-sur-Vienne.

Les mouvements de terrains susceptibles de se produire sur la commune sont des affaissements et effondrements liés aux cavités souterraines (hors mines) et des tassements différentiels. Afin de mieux appréhender le risque d’affaissement de terrain, un inventaire national permet de localiser les éventuelles cavités souterraines sur la commune. Le retrait-gonflement des sols argileux est susceptible d'engendrer des dommages importants aux bâtiments en cas d’alternance de périodes de sécheresse et de pluie. La totalité de la commune est en aléa moyen ou fort (79,5 % au niveau départemental et 48,5 % au niveau national). Depuis le 1er octobre 2020, en application de la loi ÉLAN, différentes contraintes s'imposent aux vendeurs, maîtres d'ouvrages ou constructeurs de biens situés dans une zone classée en aléa moyen ou fort,.
La commune a été reconnue en état de catastrophe naturelle au titre des dommages causés par la sécheresse en 2003 et 2017 et par des mouvements de terrain en 1999 et 2010.

#### Risque technologique
La commune est en outre située en aval des barrages de Lavaud-Gelade et de Vassivière dans la Creuse, des ouvrages de classe A. À ce titre elle est susceptible d’être touchée par l’onde de submersion consécutive à la rupture d'un de ces ouvrages.

## Toponymie
Le nom de la ville proviendrait de Senomagos, dérivant du gaulois senos qui signifie vieux, qu'on retrouve dans le nom de la tribu gauloise des Sénons, et "magos" signifiant champ ou marché, donc littéralement: "le vieux marché". Au VIIe siècle, le nom du bourg est Senomus.

## Histoire

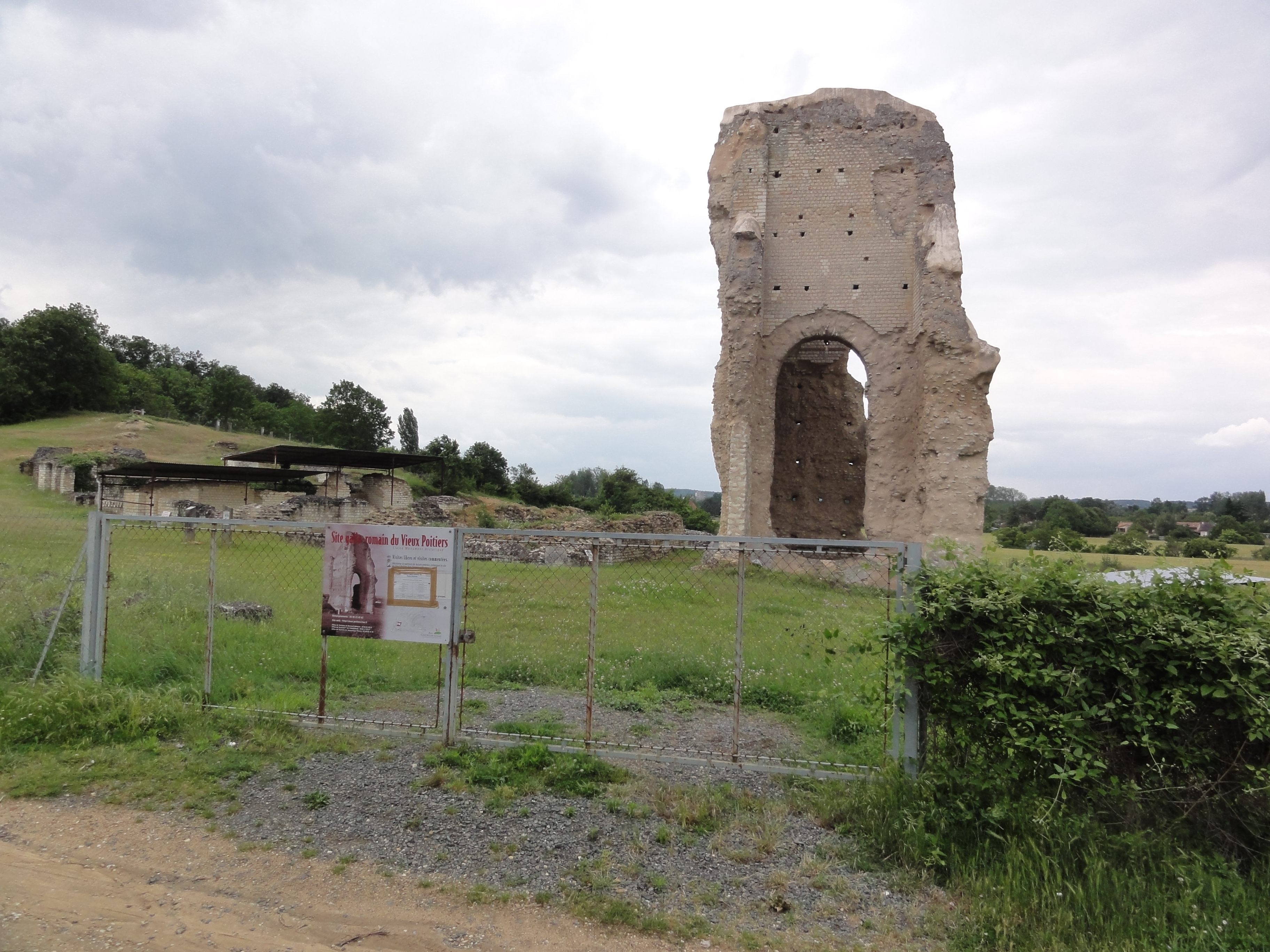
Site archéologique du Vieux-Poitiers.

En partie sur le territoire de la commune (avec celui de Naintré) se situe le site archéologique du Vieux-Poitiers, dont les fouilles ont révélé l'existence de l'importante cité gallo-romaine de Briva — puis Vieux-Poitiers (Vetus Pictavis) après 742 et le partage du royaume de Charles Martel au profit de ses deux fils Carloman et Pépin le Bref — établie le long d'une ancienne voie traversant le territoire des Pictons.
Le pont qui sert aujourd'hui encore à franchir la Vienne a été construit en 1912-1913, spécialement pour le tramway d'intérêt local des Voies Ferrées Économiques du Poitou (VFEP) qui reliait Châtellerault à Chauvigny et Bouresse dans les années 1910-1935.

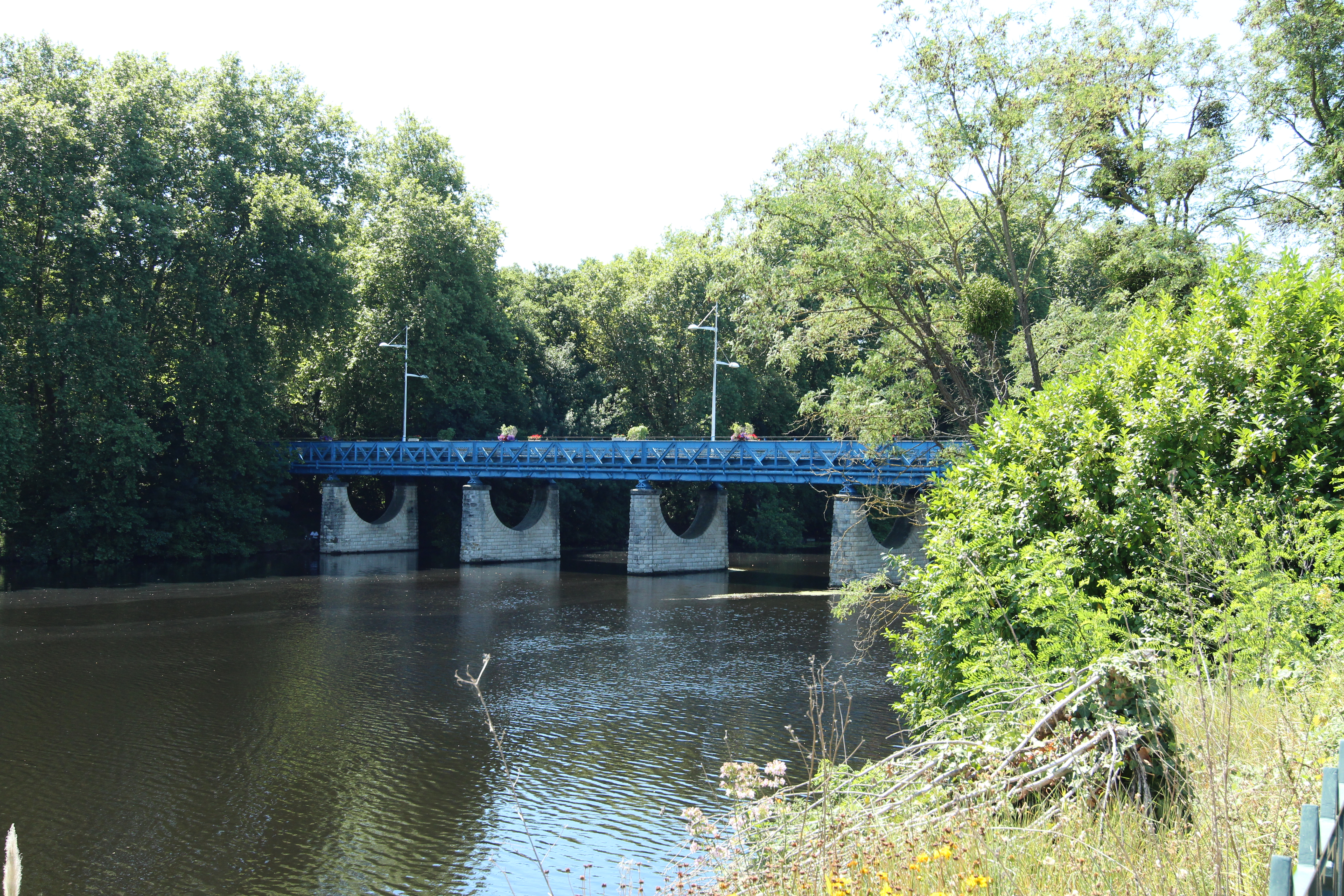
Le pont sur la Vienne.

En 1939, l’usine Rocher, spécialisée dans la coutellerie, emploie 800 personnes.

## Politique et administration

### Liste des maires
| Période                                  | Période  | Identité           | Étiquette | Qualité                                                                     |
| ---------------------------------------- | -------- | ------------------ | --------- | --------------------------------------------------------------------------- |
| Les données manquantes sont à compléter. |          |                    |           |                                                                             |
| 1971 ?                                   | 1977     | Marcel Ribbe       |           |                                                                             |
| 1977                                     | 2001     | Michel Gaudineau   | PS        | 1er vice-président de la communauté d'agglomération du Pays Châtelleraudais |
| mars 2001                                | mai 2020 | Jean-Claude Bonnet | PS        |                                                                             |
| mai 2020                                 | En cours | Odile Landreau     |           |                                                                             |
| Les données manquantes sont à compléter. |          |                    |           |                                                                             |

### Instances judiciaires et administratives
La commune relève du tribunal d'instance de Poitiers, du tribunal de grande instance de Poitiers, de la cour d'appel  Poitiers, du tribunal pour enfants de Poitiers, du conseil de prud'hommes de Poitiers, du tribunal de commerce de Poitiers, du tribunal administratif de Poitiers et de la cour administrative d'appel  de  Bordeaux, du tribunal des pensions de Poitiers, du tribunal des affaires de la Sécurité sociale de la Vienne, de la cour d’assises de la Vienne.

### Services publics
Les réformes successives de La Poste ont conduit à la fermeture de nombreux bureaux de poste ou à leur transformation en simple relais. Toutefois, la commune a pu maintenir le sien.

### Jumelages
- Eschelbach (Allemagne) depuis 1975, voir Eschelbach sur Wikipedia germanophone

## Démographie
L'évolution du nombre d'habitants est connue à travers les recensements de la population effectués dans la commune depuis 1793. Pour les communes de moins de 10 000 habitants, une enquête de recensement portant sur toute la population est réalisée tous les cinq ans, les populations de référence des années intermédiaires étant quant à elles estimées par interpolation ou extrapolation. Pour la commune, le premier recensement exhaustif entrant dans le cadre du nouveau dispositif a été réalisé en 2004.

En 2022, la commune comptait 1 690 habitants, en évolution de −6,06 % par rapport à 2016 (Vienne : +0,6 %, France hors Mayotte : +2,11 %).
| 1793 | 1800 | 1806 | 1821 | 1831 | 1836 | 1841 | 1846 | 1851 |
| ---- | ---- | ---- | ---- | ---- | ---- | ---- | ---- | ---- |
| 243  | 264  | 278  | 254  | 261  | 291  | 391  | 452  | 480  |

| 1856 | 1861 | 1866 | 1872 | 1876 | 1881 | 1886 | 1891 | 1896 |
| ---- | ---- | ---- | ---- | ---- | ---- | ---- | ---- | ---- |
| 510  | 529  | 547  | 544  | 590  | 606  | 612  | 668  | 668  |

| 1901 | 1906 | 1911 | 1921 | 1926 | 1931 | 1936 | 1946 | 1954 |
| ---- | ---- | ---- | ---- | ---- | ---- | ---- | ---- | ---- |
| 640  | 595  | 585  | 535  | 512  | 503  | 533  | 659  | 784  |

| 1962 | 1968 | 1975 | 1982  | 1990  | 1999  | 2004  | 2006  | 2009  |
| ---- | ---- | ---- | ----- | ----- | ----- | ----- | ----- | ----- |
| 840  | 837  | 963  | 1 240 | 1 620 | 1 900 | 1 843 | 1 822 | 1 822 |

| 2014  | 2019  | 2022  | - | - | - | - | - | - |
| ----- | ----- | ----- | - | - | - | - | - | - |
| 1 827 | 1 737 | 1 690 | - | - | - | - | - | - |

En 2008, la densité de population de la commune était de 212 hab./km2, 61 hab./km2 pour le département, 68 hab./km2 pour la région Poitou-Charentes et 115 hab./km2 pour la France.
La commune appartient à une zone de faible dynamisme démographique qui impacte une partie des membres de la communauté d’agglomération du pays châtelleraudais. L’évolution moyenne annuelle  a été, de 1999 à 2006, de 0,90% contre 1,32% pour la communauté d’agglomération de Poitiers. Ceci s’explique par la crise économique qui touche le secteur industriel très représenté dans la communauté d’agglomération du pays châtelleraudais.

## Économie

### Agriculture
Selon la direction régionale de l'Alimentation, de l'Agriculture et de la Forêt de Poitou-Charentes, il n'y a plus que cinq exploitations agricoles en 2010 contre 6 en 2000.
Les surfaces agricoles utilisées ont augmenté et sont passées de 921 hectares en 2000 à 1 071 hectares en 2010. Ces chiffres indiquent une concentration des terres sur un nombre plus faible d’exploitations. Cette tendance est conforme à l’évolution constatée sur tout le département de la Vienne puisque de 2000 à 2007, chaque exploitation a gagné en moyenne 20 hectares[réf. nécessaire].
55 % des surfaces agricoles sont destinées à la culture des céréales (blé tendre, orges et maïs), 19 % pour les oléagineux et 11 % pour le fourrage.

### Industrie
La commune accueille les deux unités de conception et de production du fabricant de matériel de manutention et de magasinage Fenwick-Linde (groupe Kion), spécialisé dans la fabrication de transpalettes, gerbeurs, préparateurs de commandes et autres tracteurs. Le site emploie environ 550 salariés sur une surface de 32 700 m2.

## Culture locale et patrimoine

### Lieux et monuments

#### Patrimoine civil et religieux
- La borne romaine trouvée en 1928 par Gabriel Rimbault «à gauche sur le bord de la route qui va de Cenon à Vouneuil-sur-Vienne, près de l'ancienne gare des tramways[42][Où ?], Elle porte une dédicace à l'empereur Hadrien qui permet de la dater de l'an 123, et indique qu'elle a été dressée à 12 lieues gauloises de Lemonum (Poitiers). Au Moyen Âge elle a été creusée en auge pour servir de sarcophage. Inscrite comme monument historique[43] en 1938, la borne est installée dans le hall de la mairie, place Michel-Gaudineau, depuis 1990. On notera que plus de dix autres bornes milliaires gallo-romaines ont été trouvés sur la commune de Cenon[44].
- Le Cimetière mérovingien[45].
- La Fontaine dite de Saint-Pissou[46], qui passait pour guérir des incontinences urinaires (eau non-potable).
- L'Église Saint-Pierre.
- Le Château des Sources (propriété privée).
- Le Cenon-sur-Vienne se trouve sur le chemin de pèlerinage vers Compostelle via Turonensis et sur la véloroute La Vienne à vélo.

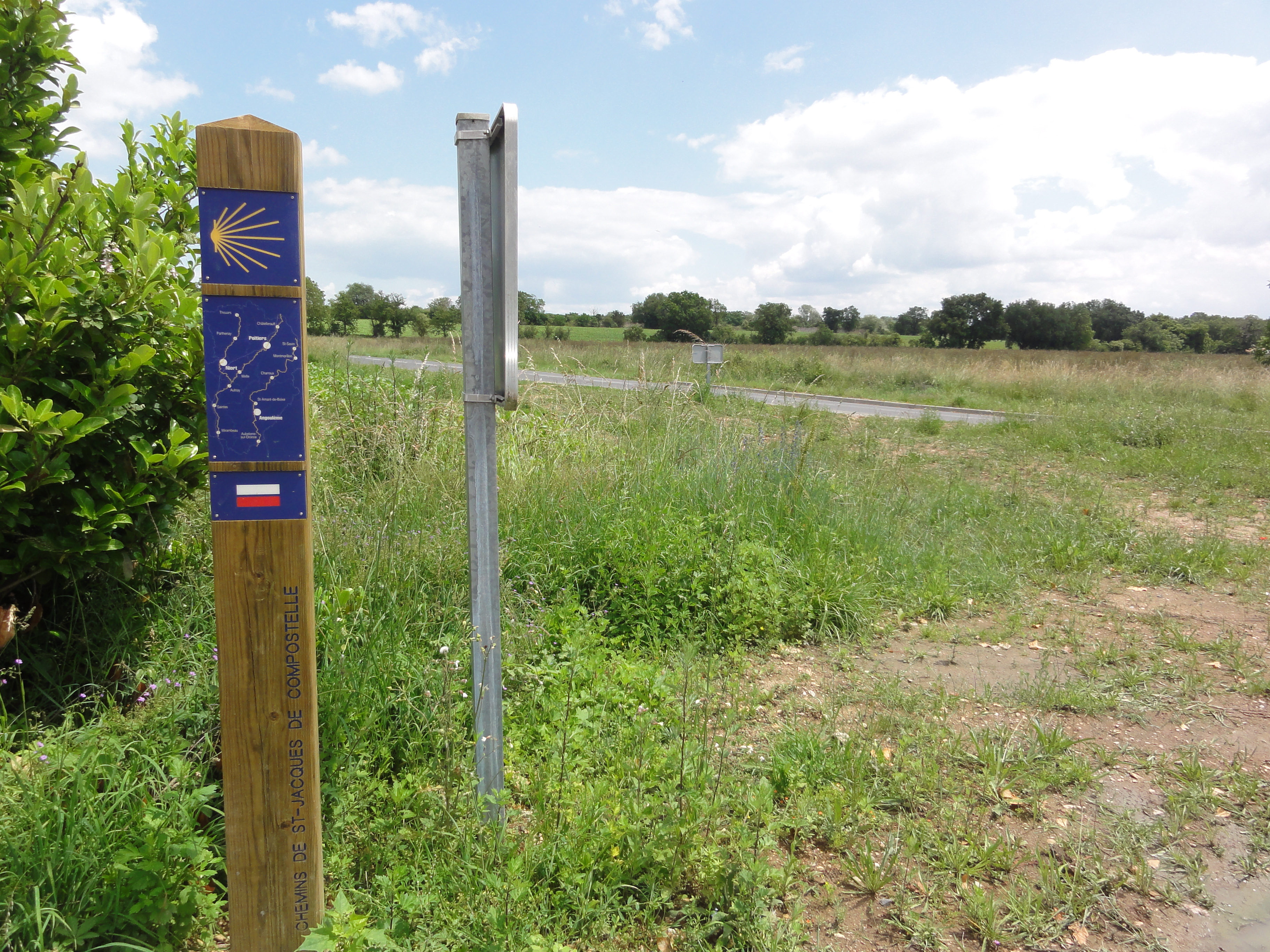
Balisage jacquaire et GR à Cenon-sur-Vienne.
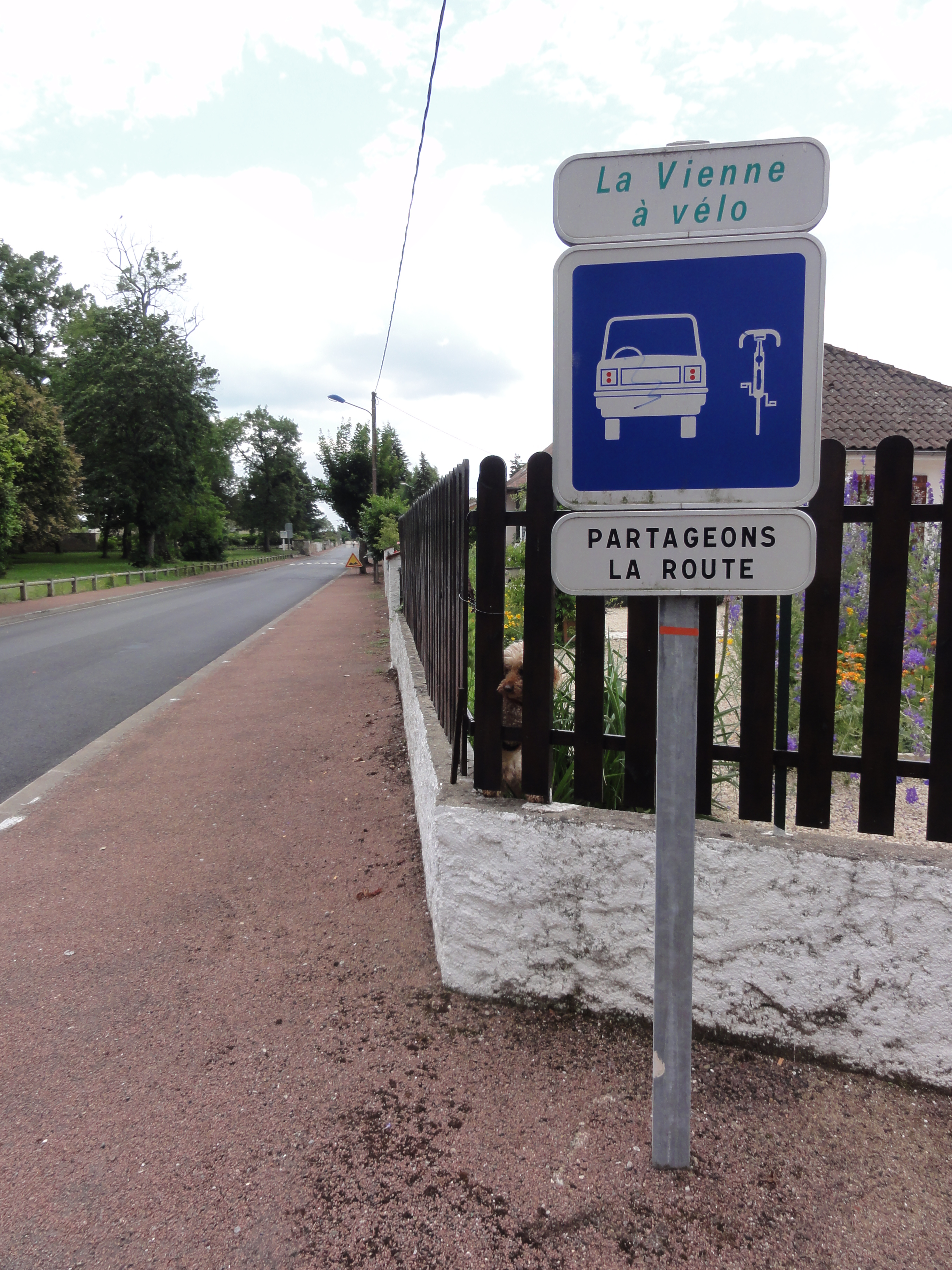
La Vienne à vélo à Cenon-sur-Vienne.
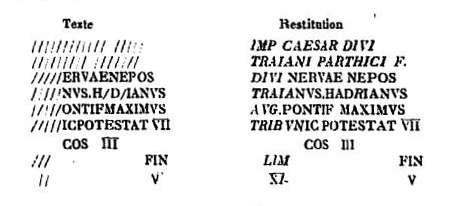
Lecture de la borne leugaire installée dans le hall de la mairie.

- le site archéologique du Vieux-Poitiers

#### Patrimoine naturel
- Selon l'inventaire des arbres remarquables de Poitou-Charentes[47], il y a deux arbres remarquables sur la commune qui sont un cyprès chauve situé dans le parc du château des Sources et un séquoia géant situé dans la parc public de l'école Marcel-Ribbe.
- La vallée de la Vienne couvrant moins de 1 % du territoire est géré par le conservatoire d'espaces naturels de Poitou-Charentes.
- Le parc de Forclan, une ancienne prairie inondable a été aménagée en parc de loisirs avec aires de jeux et de fitness et des pontons pour les pêcheurs[48].

### Personnalités liées à la commune
- Robert Thuillier (1910-2004), photographe, inventeur du diaporama, fondateur du photo-club de Cenon.